# Ennucula linki
Ennucula linki – gatunek małża należącego do podgromady pierwoskrzelnych.
Muszla wielkości: długość 0,6 cm, szerokość 0,5 cm, średnica 0,36 cm. Występuje na głębokości do 44 metrów. Są rozdzielnopłciowe, bez zaznaczonych różnic płciowych w budowie muszli. Odżywiają się planktonem oraz detrytusem.